# Extended Play (EP de Austin Mahone)
Extended Play é um EP pelo cantor estadunidense de música pop e dance Austin Mahone, lançado em 4 de junho de 2013, lançado somente no Japão.

## Desenvolvimento e lançamento
As canções foram produzidas por DJ Frank E, Mike Fresh, Trent Mazur, Bei Maejor, Austin Mahone, Bruce Robinson, Steve Mac e Matt Mahaffey. O álbum foi lançado somente no Japão pela Chase e Republic Records para promover sua música no país. A versão deluxe continha os três primeiros clipes de vídeo de Mahone, além de um pequeno documentário com uma mensagem para os fãs japoneses.

## Singles
- "Say Somethin" foi lançado como single em 5 de junho de 2012 e alcançou o 34º lugar na Billboard Pop Songs.[5]
- "Say You're Just a Friend" foi lançado como o segundo single de sua carreira em 3 de dezembro de 2012. A canção alcançou número 4 na Billboard Bubbling Under Hot 100,[6] número 2 na Ultratip[7] e número 12 no Japão.[8] A canção contém a participação do rapper Flo Rida.

Singles promocionais
- "11:11" foi lançado como primeiro single promocional em 12 de fevereiro de 2012.[9]
- "Heart in My Hand (Versão de piano)" foi lançado como segundo single promocional em 16 de abril de 2013.[10]

## Lista de faixas
| Edição padrão  |                                                             | |                                      |         |  |
| N.º            | Título                                                      | Compositor(es) | Produtor(es)                         | Duração |  |
| 1.             | "Say You're Just a Friend (com a participação de Flo Rida)" | Leon Huff, Kenny Gamble, Tramar Dillard, Justin Franks, Nick Bailey, Mike Freesh, Trent Mazur, Ryan Ogren, Ahmad Belvin | DJ Frank E, Mike Freesh, Trent Mazur | 3:03    |  |
| 2.             | "Say Somethin"                                              | Bei Maejor, Mike Posner, Bruce Robinson                                                                                 | Maejor, Robinson                     | 2:47    |  |
| 3.             | "Loving You Is Easy"                                        | Steve Mac, Wayne Hector, Jason Derulo                                                                                   | Steve Mac                            | 3:12    |  |
| 4.             | "11:11"                                                     | Alex Kopp, Jakub Andrew                                                                                                 | Matt Mahaffey                        | 3:42    |  |
| 5.             | "Heart In My Hand (Piano Edition)"                          | Austin Mahone | Austin Mahone                        | 2:19    |  |
| 6.             | "Say You're Just A friend (Piano Version)"                  | Austin Mahone, Nick Bailey, Ryan Ogren, Ahmad Belvin, K Gamble, L. Huff                                                 | Austin Mahone                        | 2:52    |  |
| 7.             | "Say Somethin' (Instrumental version)"                      | Brandon Green, Bruce Robinson                                                                                           | Bei Maejor                           | 2:57    |  |
| Duração total: | Duração total:                                              | Duração total: | Duração total:                       | 17:52   |  |

| Edição deluxe, edição de DVD |                                                                             |         |  |
| N.º                          | Título                                                                      | Duração |  |
| 1.                           | "Say You're Just a Friend (com a participação de Flo Rida (vídeo músical))" |         |  |
| 2.                           | "Say Somethin (vídeo músical)"                                              |         |  |
| 3.                           | "Heart In My Hand vídeo músical)"                                           |         |  |
| 4.                           | "Say You're Just a Friend (lyric video)"                                    |         |  |
| 5.                           | "A Special Message From Austin To Japanese Mahomies"                        |         |  |

## Tabelas
| Parada (2013)  | Melhor posição |
| -------------- | -------------- |
| Japão (Oricon) | 12             |

## Histórico de lançamento
| País  | Data               | Gravadora(s)            | Formatos             |
| ----- | ------------------ | ----------------------- | -------------------- |
| Japão | 4 de junho de 2013 | Chase, Republic Records | CD, download digital |